# Plantago ovata
Ispaghul
Espèce
Classification phylogénétique
L’ispaghul ou psyllium blond (Plantago ovata), est une espèce de plantains, de la famille des Plantaginaceae. S'il est communément admis qu'elle est originaire des régions désertiques d'Afrique du Nord, de l'Asie du Sud-Ouest et des États-Unis du Sud-Ouest, aucune source scientifique ne semble le corroborer.   
Aujourd'hui, cette plante annuelle est principalement cultivée en Inde et un tout petit peu au Pakistan, pour sa graine et le tégument de sa graine, aux propriétés laxatives et émollientes.
Conformément à l'étymologie donnée dans la première section, la pharmacopée française distingue nettement l’« ispaghul » (Plantago ovata Forssk.) du « psyllium » (Plantago afra L.).
Malheureusement, le terme psyllium est utilisé en anglais pour le P. ovata et cet usage tend à se répandre en français en raison de la libre circulation des marchandises et de l’usage de l’anglais comme langue du commerce international.
Pour lever toute ambiguïté, il est d’usage de distinguer :
- le psyllium blond, le Plantago ovata (synonyme P. ispaghul), ou ispaghul, ou plantain des Indes, aux graines brunes, non décrit par Linné ;
- le psyllium de Provence, Plantago afra L. (ancien synonyme P. psyllium), plantain noir de Provence, aux graines allant du brun clair au brun-noir, décrit initialement par Linné sous plusieurs noms : Plantago psyllium et Plantago cynops. Mais P. psyllium est maintenant rejeté, à la suite de la proposition Applequist[2], 2006.

L’« ispaghul » de la pharmacopée française désigne la graine ou le tégument de la graine. C'est-à-dire qu'en français, le terme ispaghul, a trois acceptions: il peut désigner suivant le contexte, la plante, la graine ou le tégument de la graine.
Le terme « psyllium », à l'origine, concerne trois espèces distinctes : Plantago afra, Plantago indica (synonyme Plantago arenaria) et Plantago ovata.

## Étymologie

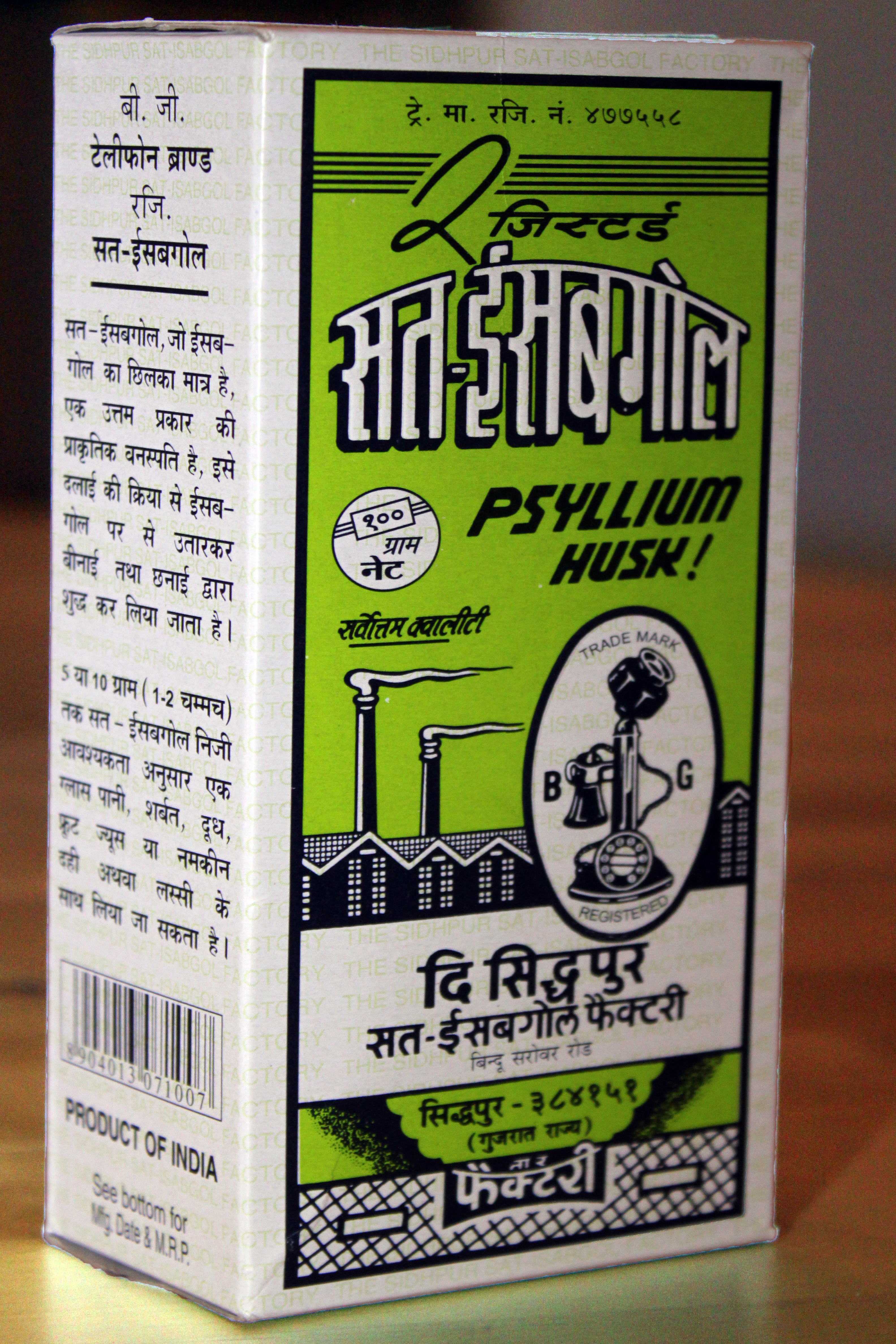
Tégument d'ispaghul (hindi: sat isabgol, traduit malencontreusement en anglais par psyllium husk)

Le nom de genre Plantago vient du latin planta, « plante des pieds » et ago « je pousse », en raison de la forme des feuilles de certaines espèces qui évoquent la plante des pieds.
L'épithète spécifique ovata est une forme fléchie du latin ovatus « ovale, qui a la forme d'un œuf ».
Le terme français ispaghul est un emprunt à l'hindi isabgol (ईसबगोल), pour désigner P. ovata qui fut aussi nommé P. ispaghul par le naturaliste écossais  William Roxburgh (1751-1815), établi en Inde.
Le terme français psyllium est un emprunt au grec ancien ψυλλιον psyllion, « pucier, herbe aux puces » (du grec psylla « puce »), car les graines ressemblent à des puces. Au Ier siècle, le pharmacologue grec Dioscoride (Materia medica, IV, 69) a décrit Plantago afra (=P. psyllium) sous ce nom de psyllion. L'encyclopédiste romain Pline (23-79) en donne une description proche sous le nom de psyllion (ou cynoïs, ou crystallion, ou cynomia) (Hist. Nat., XXV, 140). Pendant tout le Moyen Âge, l'Europe occidentale a eu accès au texte de la grande encyclopédie pharmaceutique de Dioscoride, Περὶ ὕλης ἰατρικῆς, Peri hulês iatrikês, à travers les copies manuscrites de sa traduction latine : De materia medica, à l'exception de l'Italie du Sud, hellénophone, et de l'Espagne musulmane, arabophone. Au XIIe siècle, le plantain psyllium, fait partie des plantes utilisées par Hildegarde de Bingen. Le nom de psyllium, renvoyant à Plantago afra, s'est donc transmis jusqu'à l'époque moderne.

## Nomenclature
La première description botanique de Plantago ovata est l’œuvre d'un naturaliste suédois, élève de Linné, Pehr Forsskål, en 1775 dans Flora Aegyptiaco-Arabica. Pehr Forsskål a participé à une expédition scientifique (de 1761 à 1763) en Égypte, Arabie et Yémen sous la conduite de Carsten Niebuhr, orientaliste et mathématicien. Il décrivit Plantago ovata sur un spécimen trouvé à Alexandrie. Mais il meurt au Yémen en juillet 1763, du paludisme. Niebuhr, seul survivant de l'expédition, se chargea de la publication des manuscrits de Forsskål en 1775.

## Synonyme
Plantago ispaghula Roxb. ex Fleming.
Une seconde description de l'espèce sous le nom de Plantago ispaghula fut publiée indépendamment, en 1820, par Roxburg. Cette publication qui sortit 45 ans après celle de Forsskal, n'a pas été retenue, en raison de la règle d'antériorité. Le naturaliste écossais William Roxburgh (1715-1815) et John Fleming, étaient collègues en Inde. Roxburg est connu pour sa contribution majeure à la botanique indienne. Il reprit le nom de taxon Plantago ispaghul, donné par Fleming, d'après les dénominations locales en hindi et bengali,. Mais il n'y a pas de matériel type. Le nom de « plantain des Indes » vient aussi de cette source.

## Description

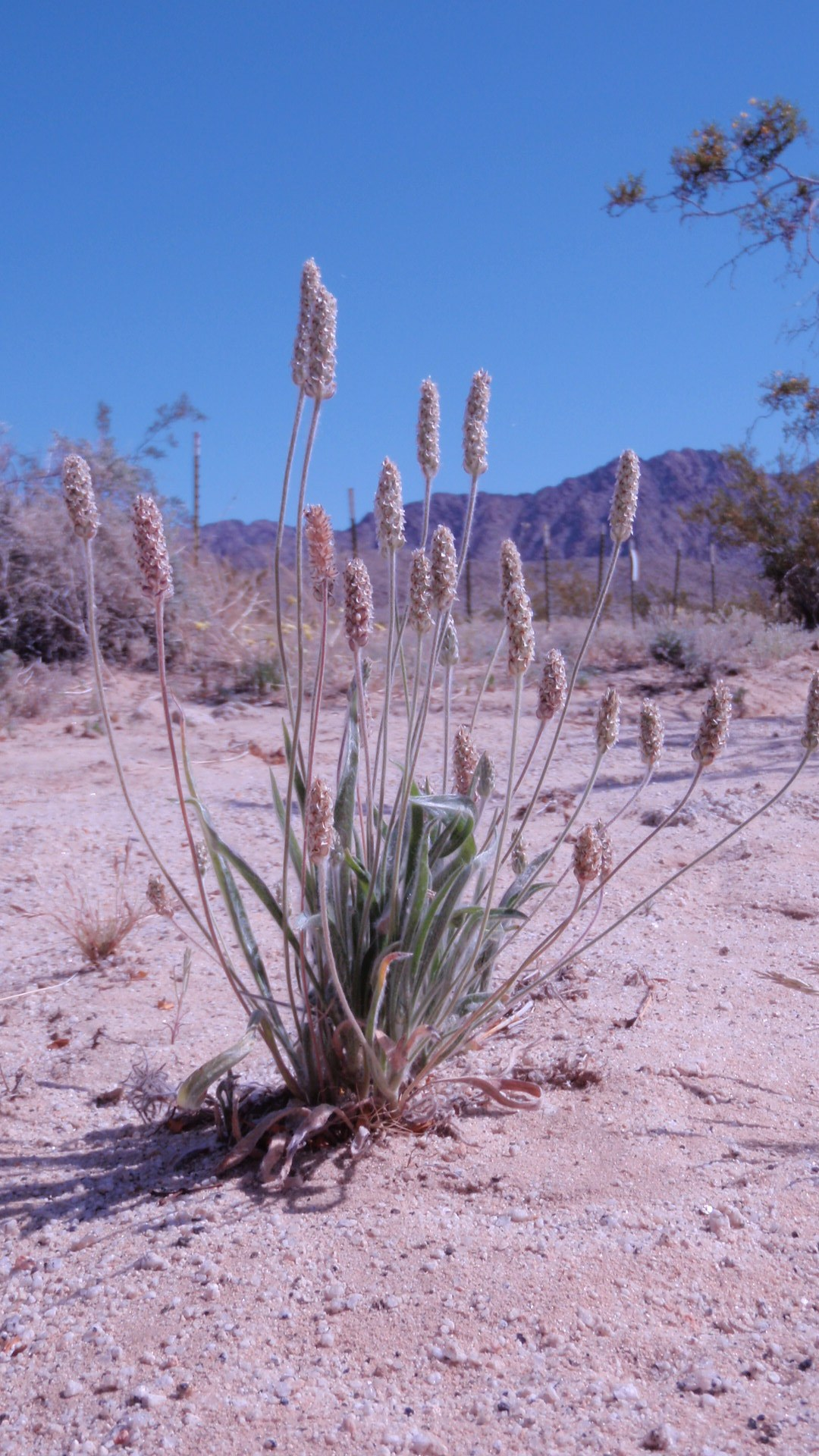
Feuilles en rosette basale du Plantago ovata (USA)

Plante herbacée annuelle, à tige courte (subcaulescente), à racine pivotante rigide. La tige est courte et couverte de poils doux.
Les feuilles, en rosette, étroitement linéaires, de 3 à 15 cm de long, de 1 à 6 mm de large, obtuses à aiguës, à 3 nervures, sont densément couvertes de poils laineux.
Hampe florale de 1–9 cm de long, portant un épi cylindrique court, puis ovoïde à maturité, densément fleurie. La corolle blanche est lobée. La floraison a lieu en mai-juin.
Le fruit est une pyxide (une capsule, à déhiscence transversale) de 4-5 mm, s'ouvrant par le milieu et contenant deux graines.
La graine ovale, lisse, est brun jaunâtre à beige rosé. Sa face convexe possède une tache brun clair. La fructification a lieu en juin-juillet.

## Écologie

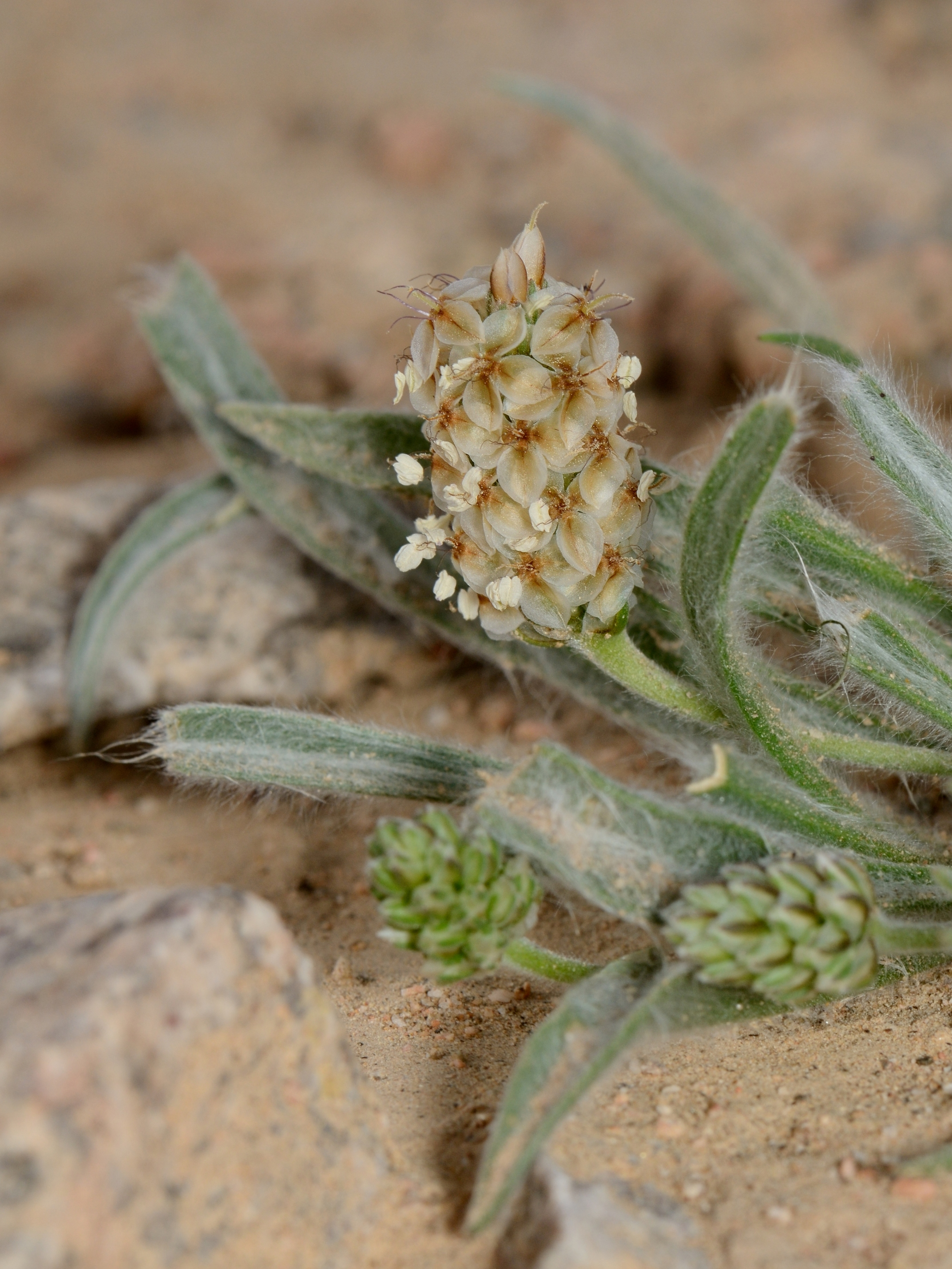
Plantago ovata, feuilles densément couvertes de poils laineux (Lanzarote)

Plantago ovata croît dans les régions désertiques de l'hémisphère nord. Il possède deux grandes aires de distribution :
- en Afrique du Nord et Eurasie, il est trouvé dans les régions sèches du sud du bassin méditerranéen (Afrique du Nord : îles Canaries, Maroc, Algérie, Libye, Égypte) et en Asie du sud-ouest (de l'Égypte à l'Inde de l'Ouest) ;
- en Amérique, on le trouve dans les régions sèches du sud-ouest des États-Unis et le maquis côtier de Californie.

Différentes hypothèses ont été avancées pour expliquer la profonde disjonction entre ces deux aires. Il a d'abord été supposé que le plantain d'Amérique appartenait à un taxon différent qui fut nommé Plantago fastigiata. Mais l'examen de la morphologie des grains de pollen, a amené Bassett et Baum, à considérer P. ovata et P. fastigiata comme conspécifique. Ils proposèrent que P. ovata fut introduit en Amérique par les colons espagnols.
L'examen de séquences génétiques du chloroplaste de P. ovata, effectuée sur 585 spécimens de toute la distribution mondiale par Meyers et Liston a permis de reconnaître quatre taxons sous-spécifiques et de considérer que P. ovata d'Amérique du Nord résulte de l'hybridation de variétés de l'Ancien Monde. En utilisant des horloges moléculaires, ils ont daté l'introduction de P. ovata de l'Ancien Monde dans l'Amérique, à une époque remontant à 200 000 à 650 000 ans.
Plantago ovata peut aussi s'acclimater aux régions tempérées. Il a été introduit en France où il n'est pas indigène. De même en Chine où il s'est naturalisé.
L'Inde est aujourd'hui le seul pays au monde exportateur de graines d'ispaghul médicinales, depuis les États du Gujarat, Maharashtra et Rajasthan. Au Pakistan, on trouve une production minime, non exportée, dans la province frontalière du Sindh. Partout ailleurs, en Égypte, Afghanistan, États-Unis, la plante pousse naturellement par endroits, mais aucune culture intensive n'y a lieu.   

## Usages

### Composants
Le tégument de la graine d'ispaghul est particulièrement riche en fibres et en particulier en mucilages.
La fraction polysaccharide active comporte 65 % de D-xylose, 20 % de L-arabinose, 6 % de rhamnose et 9 % de D-acide galacturonique. Les polysaccharides sont formés d'une ossature d'arabinoxylane très branchue, liée aux monosaccharides ci-dessus indiqués. Cette structure est difficilement hydrolysable dans le tube digestif supérieur, ce qui implique qu'elle n'est pas absorbée (car seuls les monosaccharides peuvent être absorbés).
Parmi les espèces de plantain, Plantago ovata est le plus riche en mucilage ; il en contient de 25 à 30 % de la graine sèche alors que Plantago afra en contient 10-12 %.
Dans le tégument de la graine d'ispaghul, les macromolécules de polysaccharides, lui confère ses propriétés médicinales, et c'est d'ailleurs le plus souvent le tégument seul qui est commercialisé. Le mucilage très peu fermentescible, peut absorber un grand volume d'eau (jusqu'à 40 fois son poids) et former au niveau du côlon, un gel volumineux.

### Pharmacopée
On trouve de l'ispaghul pur (autrement dit du tégument de graines de Plantago ovata Forssk.), souvent sous le nom de psyllium blond, dans les pharmacies et les magasins diététiques. Un surdosage est considéré par les autorités médicales comme « improbable ». La toxicité est négligeable.
L'ingestion d'ispaghul pur doit être accompagnée d'une ingestion d'un volume d'eau adéquat (150 ml pour 5 g selon la Commission E allemande).

#### Activité laxative
Propriétés : laxatif de lest, coupe faim, régulateur du transit intestinal.
Comme tous les plantains, c'est un laxatif purement mécanique, ou laxatif de lest. Il n'est donc pas absorbé par les intestins. Ses mucilages peuvent retenir l'eau en excès pour redonner de la consistance à des selles liquides ou hydrater un bol fécal trop sec en cas de constipation. Ils favorisent le péristaltisme et l'élimination par défécation.
Par une étude in vivo sur les souris et in vitro sur des jéjunums et ileums isolés, il a été montré que l'ispaghul exerce un effet stimulant sur les intestins, partiellement induit par l'activation des récepteurs muscariniques et 5-HT, venant compléter l'effet laxatif de son contenu en fibres.
Dans une étude randomisée en double aveugle, McRorie et al. se sont proposé de comparer l'amollissement des selles et l'effet laxatif du mucilloïde hydrophile de l'ispaghul vs. le docusate de sodium sur 170 sujets souffrant de constipation chronique. La phase de traitement comparait l'ispaghul (5 g/j) plus placebo de docusate au docusate de sodium (100 mg/j) plus placebo d'ispaghul. L'ispagul augmente la teneur en eau des selles par rapport au docusate. Il augmente aussi la production totale de selles (ispaghul 360 g de selles, docusate 272 g). Il est donc supérieur au docusate pour ramollir les selles en augmentant leur teneur en eau et a une plus grande efficacité laxative globale.
Contrairement à d'autres laxatifs végétaux, comme le séné et la bourdaine, l'ispaghul ne provoque pas d'irritation de la muqueuse. On peut donc l'utiliser sur des périodes plus longues, et on ne connaît pas d'inconvénient à une prise permanente tout au long d'une vie.
En outre, il forme dans l'estomac un gel mucilagineux qui donne une sensation de satiété naturelle ; il est donc avantageux comme coupe-faim. Cet effet est potentialisé par une absorption réduite des aliments au niveau intestinal, ces deux actions conjuguées sont intéressantes dans le cadre d'un régime amincissant.
Le rapport d'évaluation de l'European medicines agency conclut que « l'utilisation du tégument d'ispaghul comme laxatif de lest est bien établie et justifiée par son efficacité. Le traitement de constipations habituelles est bien établi par des essais cliniques randomisées ».

#### Activité hypoglycémiante
La capacité à atténuer l’élévation de la glycémie consécutive à la prise d’un repas (glycémie postprandiale) a été observée par plusieurs études. Dans une étude randomisée portant sur 34 sujets souffrant d’un diabète de type 2 et d’une hypercholestérolémie légère à modérée, Anderson et al. ont montré que le groupe prenant des téguments d’ispaghul voyait leur concentration de glucose diminuer de 19 % après un repas (ainsi que le cholestérol total diminuer de 10 % et le cholestérol-LDL de 13 %).
Une méta-analyse de Gibb et al portant sur 35 études randomisées, a établi que les patients diabétiques de type 2 prenant de l’ispaghul voyaient une baisse très significative de leur glycémie à jeun de -37,0 mg/dL ainsi que de l'hémoglobine glyquée (HbA1c) de 1 %. Mais cette amélioration était proportionnelle à la glycémie à jeun avant traitement. Ainsi, aucune diminution significative n’a été observée chez les sujets euglycémiques (ayant une concentration normale de glucose dans le sang).

#### Activité hypocholestérolémiante
Plusieurs études récentes ont montré l'efficacité de l'ispaghul pour réduire le taux de cholestérol ainsi que la glycémie,,.
Une étude randomisée en double aveugle menée en 1989, auprès de 65 patients souffrant d'une hypercholestérolémie légère à modérée, a montré que les patients ayant reçu 3,4 g d'ispaghul (une cuillère à café), trois fois par jour, durant huit semaines, voyaient une diminution de leur cholestérol total de 4,8 % et du cholestérol LDL de 8,2 %  (par rapport aux patients recevant un placebo). L'ispaghul n'a pas affecté la tension sanguine ou les niveaux de HDL et de triglycérides.
Une méta-analyse de 1997 visant à évaluer l'effet de la consommation de céréales de petit déjeuner enrichies en ispaghul sur le cholestérol total, le cholestérol LDL et HDL, a montré que les sujets souffrant d'une hypercholestérolémie légère à modérée, voyaient leur cholestérol total et LDL diminuer de 5 % et de 9 %, respectivement.
Toutefois, l'incertitude persistait concernant la relation dose-réponse et l'efficacité à long terme de la réduction des lipides. Une méta-analyse de 2009 en rassemblant 21 études randomisées a établi qu'une relation dose-réponse significative était observée entre les doses (3 à 20,4 g/j) et les modifications du cholestérol total ou du cholestérol LDL, pour les sujets souffrant d'une hypercholestérolémie légère à modérée.
Les nombreux essais cliniques en double-aveugle vs. placebo ont montré que la consommation quotidienne d'ispaghul (10 g/j de préférence mélangé à des aliments) entraînait une modeste diminution du cholestérol total (4-8 %) et du LDL-cholestérol (8-13 %), mais est sans effet sur la triglycéridémie et le HDL-cholestérol. Bruneton en conclut que le « psyllium ne peut donc pas être utilisé pour abaisser efficacement une cholestérolémie élevée ».

#### Autres effets
Le mucilage de l'ispaghul augmenterait l'élimination fécale des acides biliaires et du cholestérol, et en se liant à ceux-ci diminuerait leur réabsorption intestinale.
Une étude menée sur des patients avec des antécédents d'adénomes colorectaux suggère que la supplémentation en fibres provenant d'ispaghul pourrait diminuer la récurrence des adénomes colorectaux.
L'ispaghul pourrait également réduire l'absorption du lithium, de la carbamazépine, de la digoxine et de la warfarine lors de prises simultanées.
D'autres travaux indiquent l'utilisation de l'ispaghul en cas de syndrome du côlon irritable. Le rapport d'évaluation de l'European medicines agency conclut que « les données disponibles ne sont pas suffisantes pour prouver l'efficacité dans le cas du syndrome du côlon irritable. Il semble y avoir quelques bénéfices pour la constipation prédominante du syndrome du côlon irritable. L'ispaghul est donc recommandée comme adjuvant du syndrome du côlon irritable ».
Il diminue légèrement la pression artérielle systolique.

### Alimentation
Le tégument de la graine de psyllium de Plantago ovata dit PSH (pour Psyllium seed husk) a fait l’objet en 2008 d'une autorisation de mise sur le marché comme aliment ou ingrédient alimentaire a été accordée par l'Anses en 2008.
L'autorisation précise que sous la dénomination Psyllium sont regroupées les espèces Plantago psyllium (psyllium ou psyllium noir) et Plantago ovata. C'est uniquement cette dernière espèce qui fait l’objet de l'autorisation. Plantago ovata y est reconnue comme une espèce de plantain originaire des Indes également connue en France sous le nom d’ispaghul, psyllium blond, et en anglais sous les noms Ispaghula, Blond psyllium or Indian Psyllium. L'utilisation du tégument, ou cosse, de la graine de Plantago ovata, le terme de gousse n'étant pas approprié pour cet ingrédient. 
Au sein de l’UE, PSH n'était jusqu'alors pas utilisé dans les aliments mais uniquement comme médicament à base de plantes, les compléments alimentaires disponibles proposant une dose de 3,5 à 10 g par jour, sous une présentation liquide.
Aux États-Unis, Canada, Australie, il est utilisé comme aliment et présent en particulier dans des céréales de petit déjeuner et des barres de céréales. Mais la Food Standards Agency britannique (FSA) a noté que les taux de pénétration du marché sont faibles, de 3 % (Canada), 0,5 % (Australie) et 0,2 % (États-Unis).
À la suite d'un rapport d’évaluation initiale établi par les autorités irlandaises, le PSH peut depuis 2008 également être ajouté dans les céréales de petit déjeuner et les barres de céréales dans l'industrie alimentaire en France.
Le psyllium blond ou PSH peut être utilisé comme ingrédient alimentaire, sous forme de poudre, pour donner du liant et du moelleux aux pâtes à pain ou pâtisserie sans gluten.
Les propriétés hydrocolloïdes du PSH en font un substitut du gluten en conférant élasticité et viscosité aux pâtes sans gluten.
Il est aussi utilisé comme substitut de l'œuf dans des préparations vegan et dans des produits laitiers comme le yaourt.
L'intérêt de l'incorporation du PSH dans les produits alimentaires est double : il constitue une alternative à l'usage d'autres gommes et hydrocolloïdes mais peut également être utilisé pour son apport nutritionnel propre. Ce dernier usage mène à une augmentation des quantités utilisées et peut apporter des effets indésirables notamment allergiques.

#### Allergénicité
Des réactions allergiques par inhalation ou contact avec le PSH ont été rapportées chez des travailleurs de l’industrie pharmaceutique ou les professionnels de santé, par inhalation ou contact cutané mais également chez des personnes travaillant dans l'industrie agroalimentaire, notamment dans des boulangeries, ou elles peuvent être sensibilisées par voie pulmonaire ou orale à la poussière de PSH,. Certaines réactions seraient liées à un allergène contenu dans la graine plutôt que dans le tégument. Elles ont été améliorées par la purification du produit fini à 95 %.

### Album

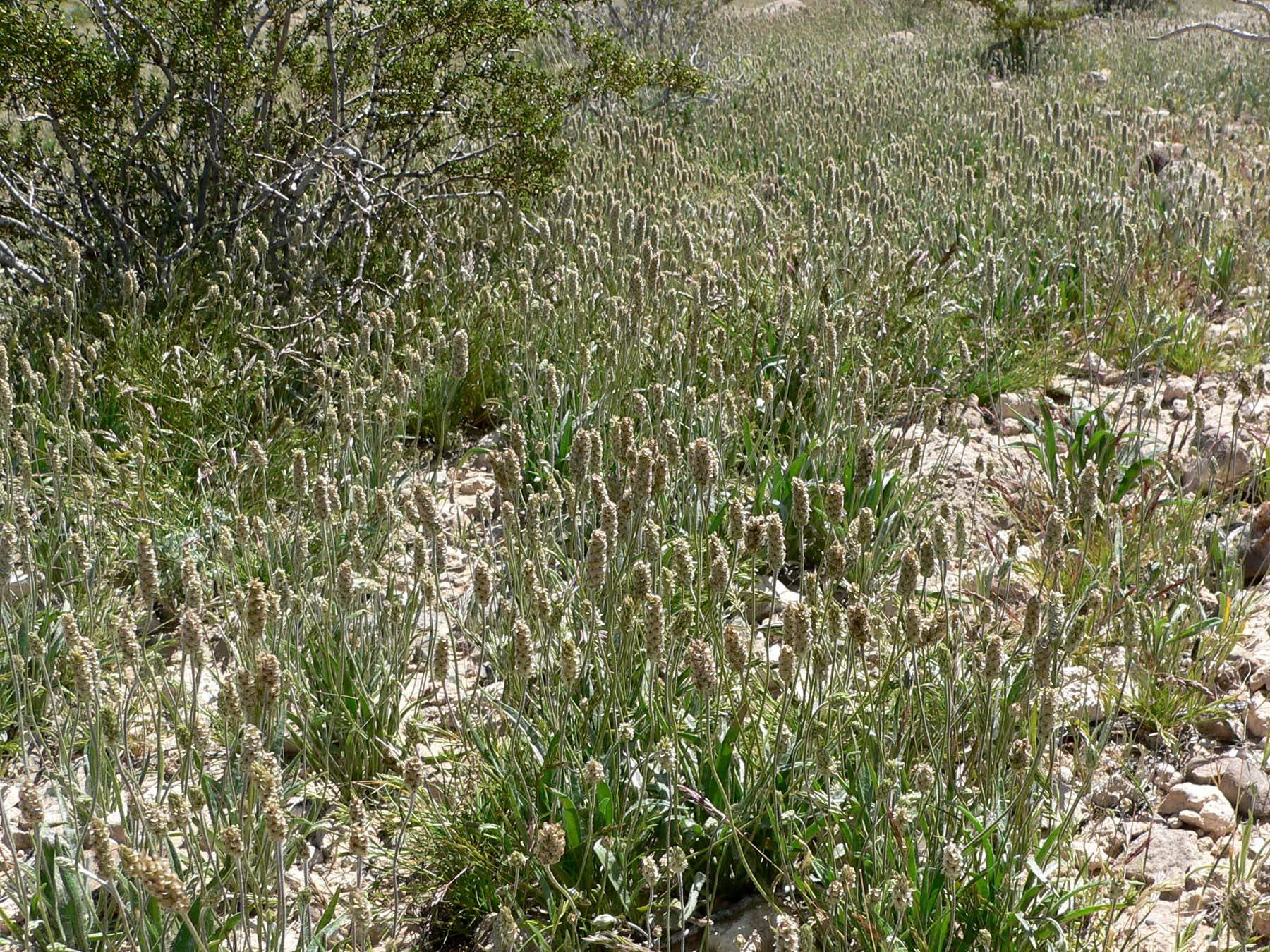
Plantago ovata dans le Nevada
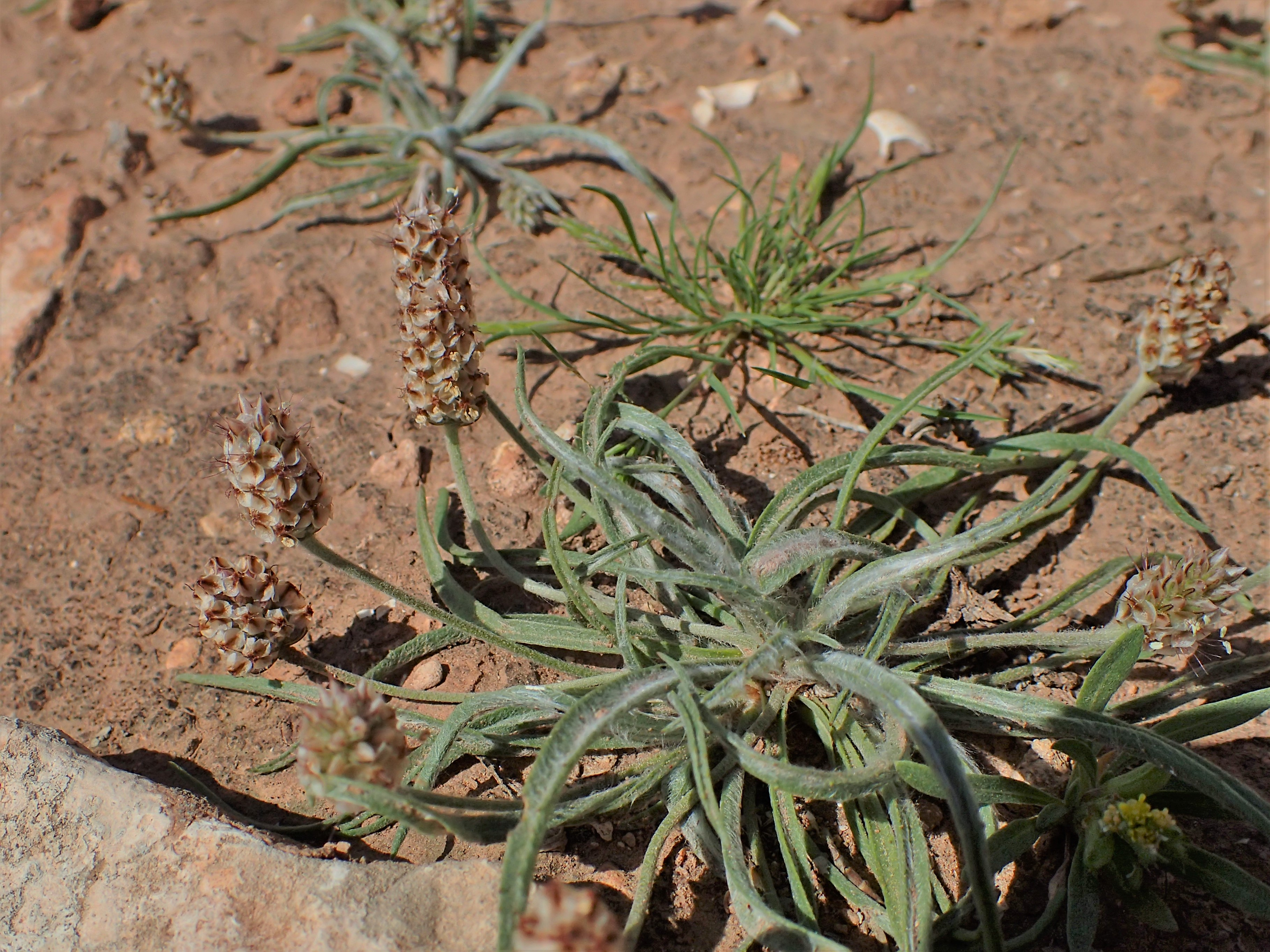
Ispaghul (Maroc)
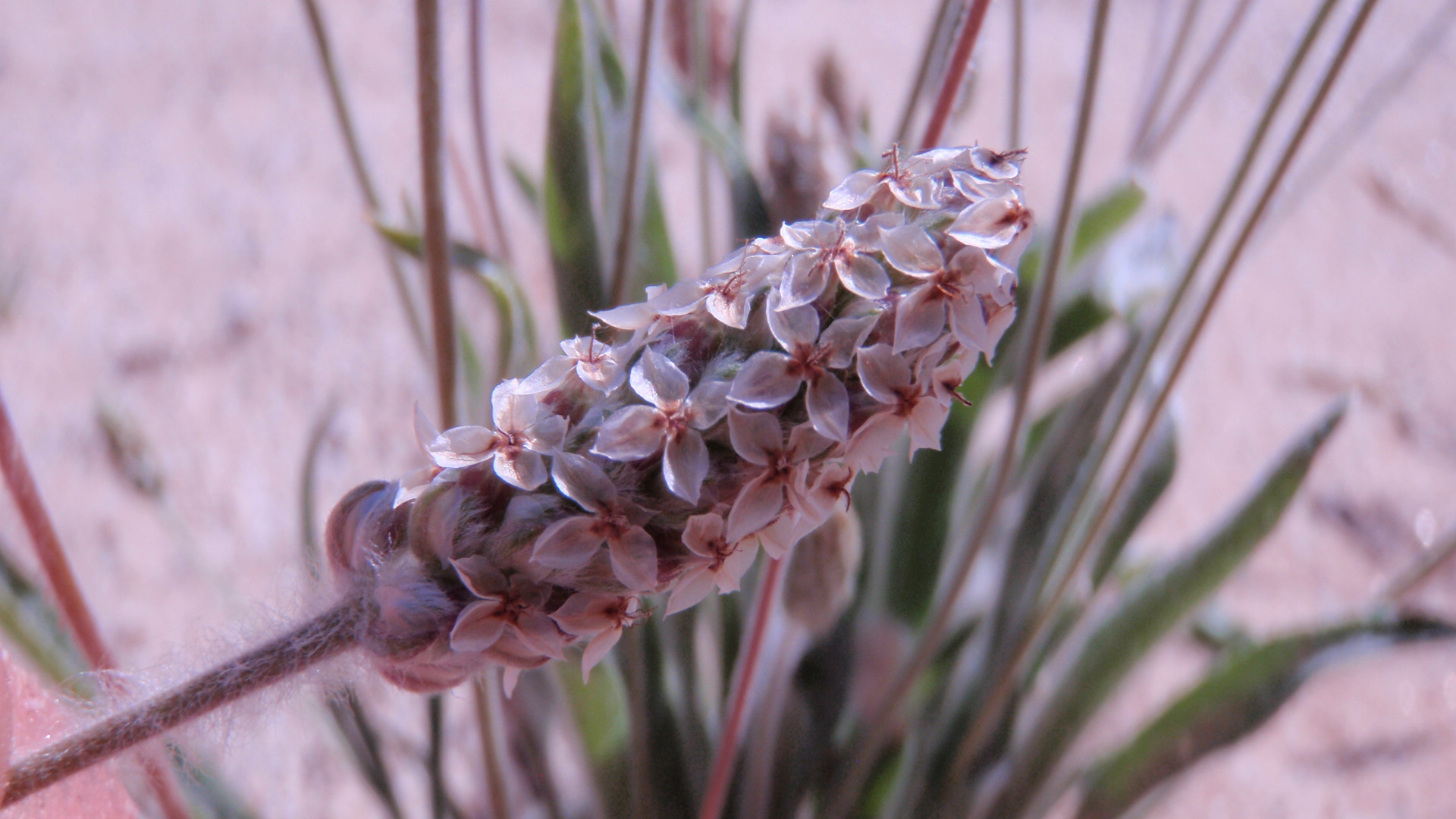
Inflorescence
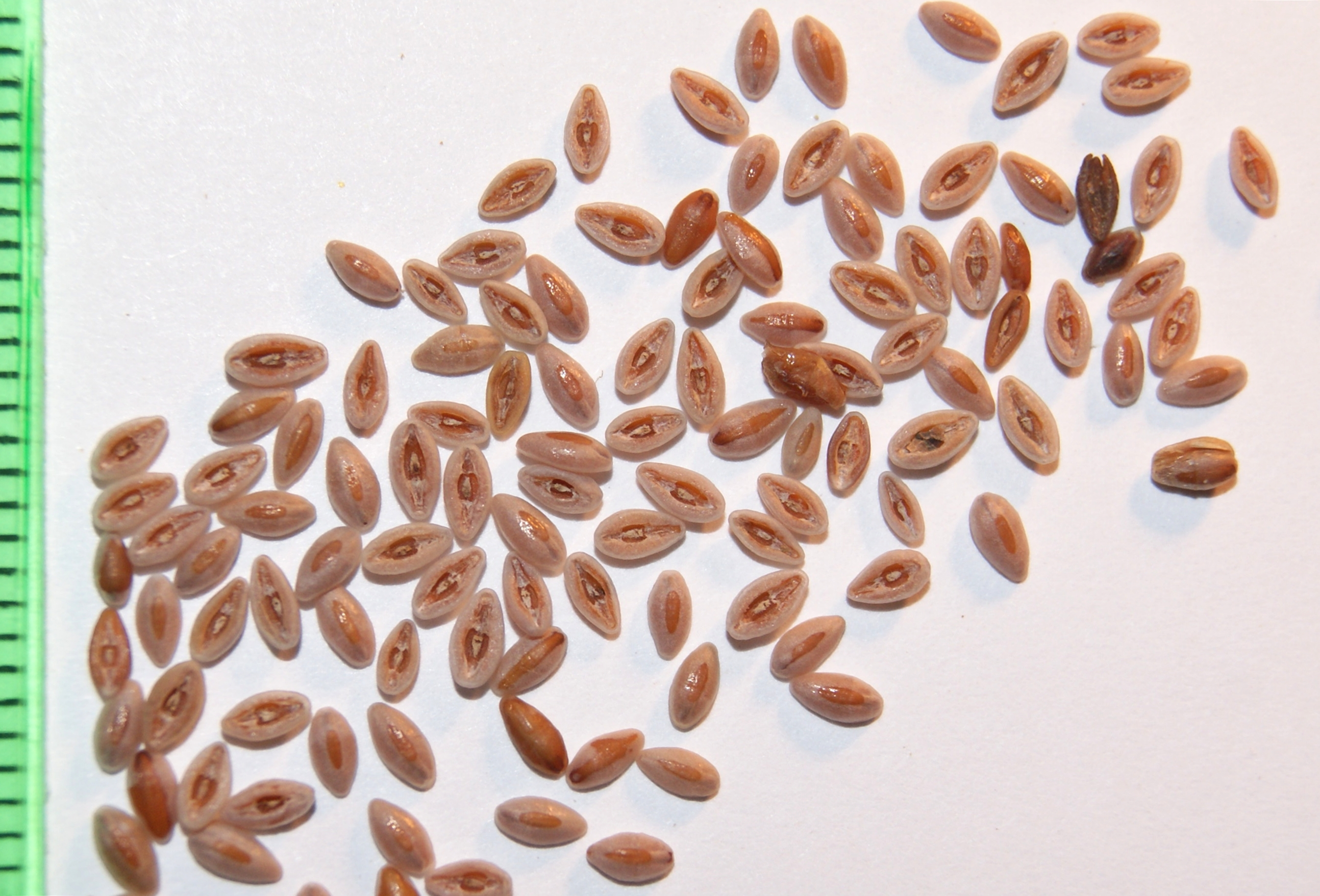
Graines
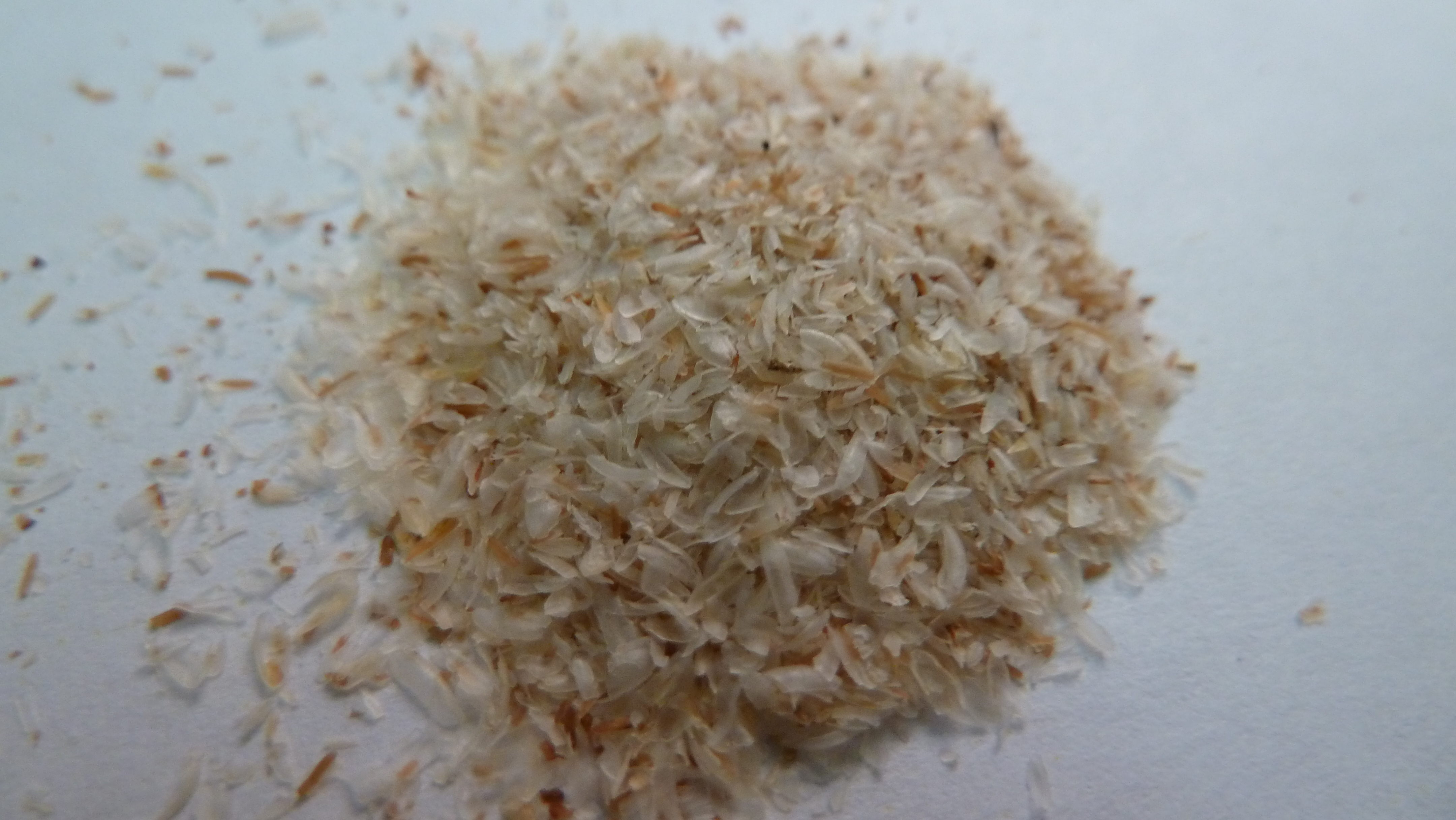
Téguments des graines vendus pour le transit intestinal.